# Braníškov
Braníškov község (obec) Csehországban, Brno-vidéki járásban. Braníškov Svatoslav, Maršov, Deblín és Lažánky településekkel határos. Lakosainak száma 213 fő (2024. január 1.).

## Népesség
A település lakosságának változását az alábbi diagram mutatja:
| Lakosok száma | 207  | 230  | 230  | 229  | 198  | 189  | 196  | 195  | 198  | 213  |
|               | 1869 | 1900 | 1921 | 1961 | 1980 | 2011 | 2016 | 2019 | 2021 | 2024 |